# Prunay-le-Gillon
Prunay-le-Gillon är en kommun i departementet Eure-et-Loir i regionen Centre-Val de Loire strax norr om centrala Frankrike. Kommunen ligger i kantonen Chartres-Sud-Est som tillhör arrondissementet Chartres. År 2022 hade Prunay-le-Gillon 1 155 invånare.

## Befolkningsutveckling
Antalet invånare i kommunen Prunay-le-Gillon
Referens:INSEE